# الترمومتر المزدوج المعدني

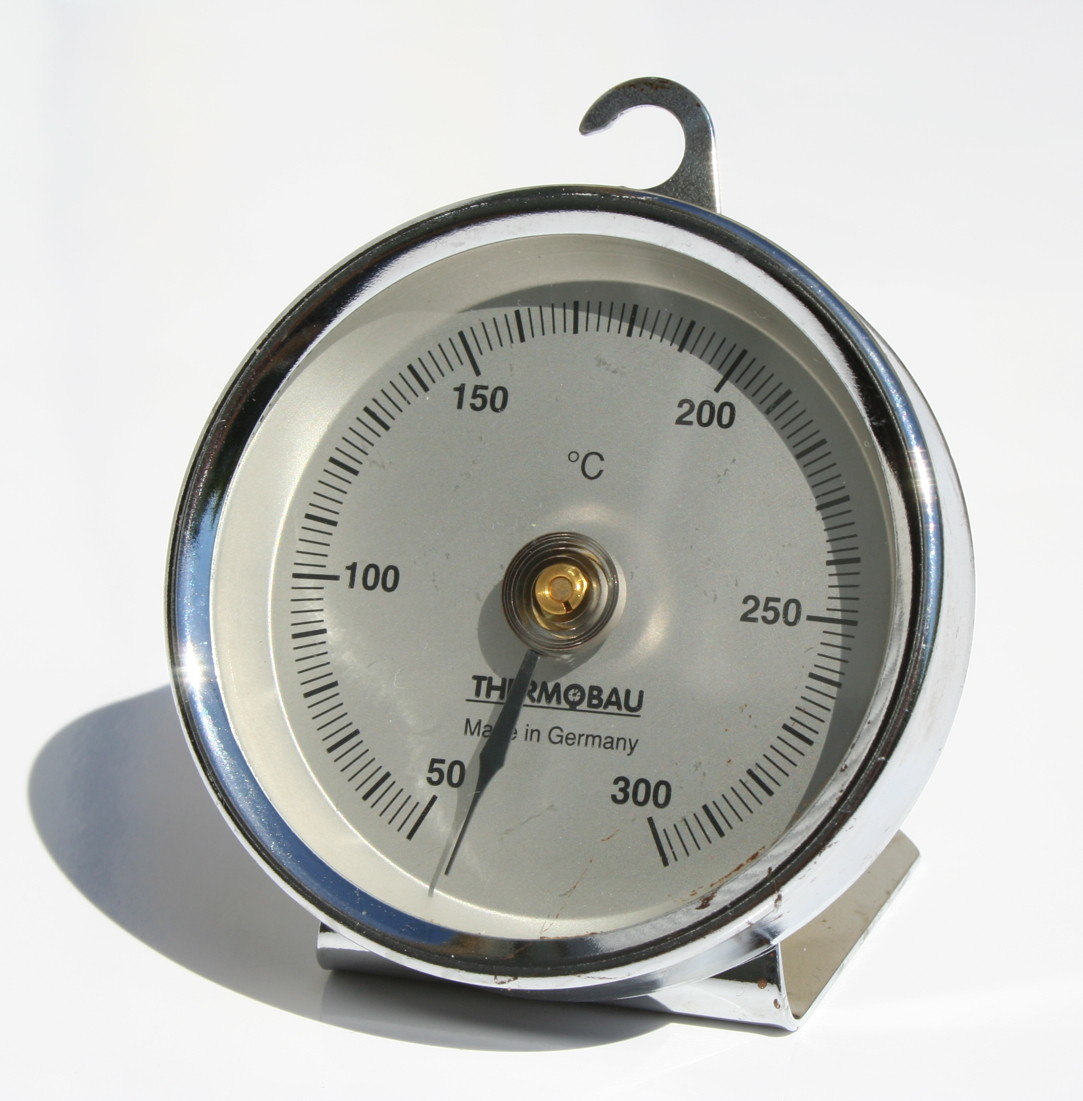
الترمومتر المزدوج المعدني

الترمومتر المزدوج المعدني هو جهاز يقوم بالقياس الفوري لدرجة الحرارة ويمكن من خلاله التعرف على أداء النظام والعمل على العلاج الفوري لآي عطل أثناء الشحن. ويمكن الاطمئنان باستمرار على عمل النظام من خلال المراقبة المستمرة للقراءة على الجهاز.

## طبيعة عمل الجهاز
ويمكن للجهاز أن يقيس درجتي حرارة في نفس الوقت فيمكن قياس درجة حرارة المبخر وفي نفس الوقت يقيس درجة حرارة التكثيف – ويمكن من ذلك استنتاج الضغوط المقابلة (من جدول الضغط ودرجة الحرارة) ومقارنة تلك القراءات مع القراءات المثالية لعمل النظام وفي الصورة التالية يقيس الجهاز درجة حرارة المبخر لثلاجة = - 2 ,18 درجة مئوية ويقيس درجة حرارة المكثف 4 ,33 درجة مئوية في درجة حرارة محيطة 22 درجة مئوية.

## مكوناته

نموذج عمل المزدوج المعدني.

يتكون ترمومتر المزدوج الحراري من سلكين معدنيين مختلفين موصلين على التوازي. فإذا وضعت وصلة عند درجة حرارة معروفة مثل ماء وثلج في توازن حراري أي عند الصفر المئوي، والوصلة الأخرى توضع عند درجة الحرارة التي يراد قياسها، فإن فرقا في الجهد الكهربائي ينشأ بين الوصلتين، وهذا الفرق في الجهد مقياس للفرق في درجتي الحرارة بين الوصلتين.

## بعض استخداماته الأخرى
ويستخدم فيها الخواص الفيزيائية للمادة التي تتغير بشكل ملحوظ ومتكرر وقابل للقياس مع تغير درجة الحرارة. ومن هذه الظواهر:
- (1) حجم السائل
- (2) طول الساق المعدنية
- (3) المقاومة الكهربية
- (4) ضغط الغاز عند ثبوت الحجم
- (5) حجم الغاز عند ثبوت الضغط

عندما يتم توصيل سلكين من معدنيين مختلفين ببعضهما كما بالرسم ويكون درجة الحرارة مختلفة عند الأطراف فإن تيارا كهربيا يسرى داخل الدائرة ويزداد شدة التيار الكهربائي كلما زاد الفرق بين درجة الحرارة بين الطرفيين.
ولذلك يمكن استخدام خاصية القوة الدافعة الكهربائية الناتجة عن فرق درجة الحرارة بين الطرفيين كخاصية لقياس درجة الحرارة.